# Irène Frachon
Irène Frachon (Boulogne-Billancourt, 26 marzo 1963) è un medico francese.

## Biografia
In servizio al centro ospedaliero universitario di Brest, gioca un ruolo decisivo nella vicenda del Mediator (benfluorex), farmaco venduto come antidiabetico ma in realtà un anoressizzante e prodotto dai laboratori Servier dal 1976 al 2009, che avrebbe provocato la morte di numerosi pazienti, fino al suo ritiro avvenuto nel 2009.